# Tierra de lobos (serie de televisión)
Tierra de lobos es una serie de televisión española producida por Multipark Ficción y Boomerang TV y emitida en Telecinco desde el 29 de septiembre de 2010 y hasta el 15 de enero de 2014 con buenos registros de audiencia. La ficción estuvo protagonizada por Álex García y Junio Valverde obtuvo en su estreno un 15,6% de cuota de pantalla y fue líder en casi todas sus emisiones durante la primera temporada. Tierra de Lobos narra la vida de dos hermanos en busca de su padre pero, las buenas intenciones de los Bravo se ven obstaculizadas por el dueño del pueblo, Antonio Lobo. La ficción está ambientada en el siglo XIX y combina acción, aventura, intriga, romance y elementos característicos del western.

## Historia
El 26 de mayo de 2010, el portal La Razón se hizo eco de que Telecinco estaba en negociaciones con la productora Multipark Ficción y Boomerang para la producción de una serie de época. Se trataba de Tierra de Lobos; una producción ambientada en el siglo XIX donde combina la acción, el romance y la aventura, así como venganzas y enfrentamientos entre las familias del pueblo. Así, en el mismo mes se confirmaron a algunos de los protagonistas de la serie como Juan Fernández, Álex García y Junio Valverde.
Ya en el mes de junio, concretamente el día 18, varios portales de comunicación se hicieron eco de los nuevos actores que participarían en la serie de Telecinco. María Castro, Adriana Torrebejano, Silvia Alonso, Dafne Fernández, Antonio Velázquez y Nicolás Coronado, fueron los fichajes que se unieron al reparto de Tierra de Lobos; además de Álex García y Juan Fernández, recién anunciados como protagonistas de la ficción. Por otro lado, el 12 de julio, el equipo técnico de la serie se unió para empezar con el rodaje de la primera temporada y meses después, en septiembre no fue cuando se hizo la presentación del proyecto en la cadena hasta su estreno el 29 de septiembre del mismo año. Cabe destacar que el primer capítulo de la serie reunió a un total de 2.626.000 espectadores y al 15,6% de la audiencia en su estreno. A pesar de que la serie fue emitida desde su estreno en la noche de los miércoles, Telecinco hizo un cambio en su programación pasando la serie a los martes siendo en el capítulo 5 titulado «Venganza» que corresponde a la fecha del 2 de noviembre.
A falta de unos capítulos por acabar la primera temporada, las productoras Multipark Ficción y Boomerang TV junto a Telecinco, acordaron una segunda temporada con una tanda de 16 capítulos, pero que según ellos, se estrenarían en dos temporadas cada una de 8 episodios. Finalmente se rechazó la propuesta, y pasaron a rodar 13 capítulos correspondientes a la segunda temporada. Por otro lado, el último capítulo emitido el 28 de diciembre no supuso una inocentada para la ficción, sino un nuevo récord. Un 18% de cuota y 3.358.000 espectadores siguieron el desenlace de la primera temporada de la serie, una de las apuestas más fuertes del último lustro de Telecinco.
Varios meses sin noticias al respecto, y ya en septiembre de 2011, varios portales se hicieron eco de la noticia sobre el estreno de la segunda temporada de Tierra de Lobos. Según el actor Sergio Peris Mencheta, en una publicación en su cuenta personal de Twitter, afirmó que la serie se estrenaría el 28 de septiembre de 2011. Así fue, y un año después de su estreno, el serial iniciaba su nueva temporada cargada de grandes novedades. El regreso de la serie a Telecinco, se llevó el gato al agua con el inicio de la segunda temporada. A pesar de su descenso respecto a la despedida de la primera, obtuvo un positivo 15,7% y 2.783.000 espectadores. Por otra parte, el 10 de octubre del mismo año, el portal de televisión Teleprograma, informó que el actor Álex García —que protagoniza la ficción junto a Junio Valverde en el papel de los hermanos Bravo—, abandonaría la serie para afrontar otros retos profesionales, principalmente en el cine. Por otro lado, el 21 de diciembre del mismo año, Telecinco emitió el último capítulo de la segunda temporada y fue visto por 3,2 millones de espectadores y el 17% de cuota de pantalla. A pesar de sufrir la competencia del programa Tu cara me suena, la audiencia media de esa temporada solo cedió dos décimas en cuota de pantalla (15,7%) y subió 106.000 espectadores. Finalmente, la ficción se despidió del público el 15 de enero de 2014 tras la emisión de su tercera temporada y su final definitivo.

## Argumento
1878. Los hermanos César Bravo y Román Bravo regresan a la tierra que les vio nacer tras huir de un atraco frustrado en Portugal en el que han muerto todos sus compinches. Todo lo que allí tienen es la finca La Quebrada y la destartalada cabaña en la que crecieron, únicos recursos a su disposición para romper con su pasado y empezar una nueva vida.
Sin embargo, las buenas intenciones de los hermanos Bravo se ven obstaculizadas por el señor Lobo, el terrateniente local, un hombre duro y poderoso que maneja a su antojo los designios de la empobrecida gente del pueblo y que ve en los forasteros una amenaza para el mantenimiento de su oligarquía. Lobo es viudo y vive con sus hijas Almudena, Isabel, Nieves y Rosa, cuatro jóvenes muy distintas a las que trata con una mezcla de autoridad y paternalismo. Lobo y sus secuaces, encabezados por Aníbal, su capataz, intentarán por todos los medios que los dos forasteros se marchen, pero no podrá impedir que surja el amor entre una de sus hijas y el mayor de los forajidos, pese a que la joven está comprometida con Félix, el nuevo médico local tras la muerte del anterior en extrañas circunstancias (en un capítulo se compromete a revelar a Roman los secretos de la muerte de su padre). Félix también es hijo del alcalde del pueblo.
La subsistencia de los hermanos Bravo parece un reto imposible: Lobo les detesta y en el pueblo nadie, salvo Elena, les apoya. Sin embargo todo cambia con la aparición de Jean Marie, un extravagante personaje llegado de Suiza que les convence de que su terreno esconde un manantial de agua medicinal con el que podrían ganar mucho dinero. Los Bravo deciden entonces quedarse y luchar por lo que es suyo, una lucha en la que tendrán que enfrentarse a la hostilidad del entorno y en la que descubrirán oscuros secretos sobre el pueblo, sus gentes y su propia historia que permanecían enterrados en la memoria colectiva.

## Equipo técnico

### Producción
Multipark Ficción y Boomerang TV son los encargados, desde su creación en mayo de 2010, los productores de Tierra de Lobos. Cuenta con los directores Norberto López Amado, Joaquín Llamas, José María Caro, Jaime Botella, Juan González, Jorge Torregrossa, y Óscar Pedraza, los guiones de Pablo Tébar, Fernando Sancristóval, Jorge Valdano, Alberto Manzano, Sara Vicente, David Barrocal, Raquel M. Barrio, Pablo Roa, Almudena Vázquez, Juan Carlos Blázquez y Almudena Ocaña. La idea de esta producción ambiental fue gracias a sus creadores y productores ejecutivos, Rocío Martínez y Juan Carlos Cueto.

### Rodaje
El rodaje se lleva a cabo en un plató de 1.500 metros cuadrados, compuesto por espectaculares escenarios de grabación ubicados en un estudio situado en Villaviciosa de Odón (Madrid). En cuanto a la producción, el equipo cuenta con un gran despliegue de medios técnicos y creativos y numerosas secuencias rodadas en exteriores. En julio de 2010, el equipo técnico empieza el rodaje de la primera temporada, en abril de 2011 comienza la segunda y en marzo de 2012, la tercera.
La serie cuenta con animales y armas para las escenas de acción; arquitectura, decoración, vestuario y atrezzo que reproducen las tendencias de la época al mínimo detalle y una grandiosa ambientación musical interpretada por dos orquestas sinfónicas internacionales son algunos de los elementos que dotan a la serie de la riqueza visual, el ambiente colorista, las reminiscencias culturales y la verosimilitud que requieren las grandes producciones de época.

## Reparto
| Intérprete            | Personaje               | Temporadas            | Temporadas            | Temporadas            | Episodios |           |           |           |
| Intérprete            | Personaje               | 1                     | 2                     | 3                     | Episodios |           |           |           |
| Principal             | Principal               | Principal             | Principal             | Principal             | Principal | Principal | Principal | Principal |
| --------------------- | ----------------------- | --------------------- | --------------------- | --------------------- | --------- | --------- | --------- | --------- |
| Álex García           | César Bravo             | Principal             | Principal             | Principal             | 29        |           |           |           |
| Junio Valverde        | Román Bravo             | Principal             | Principal             | Principal             | 29        |           |           |           |
| Juan Fernández        | Don Antonio Lobo        | Principal             | Principal             | Principal             | 39        |           |           |           |
| María Castro          | Elena Valdés            | Principal             | Principal             | Principal             | 42        |           |           |           |
| Silvia Alonso         | Almudena Lobo           | Principal             | Principal             | Principal             | 41        |           |           |           |
| Antonio Velázquez     | Aníbal Bravo            | Principal             | Principal             | Principal             | 42        |           |           |           |
| Dafne Fernández       | Nieves Lobo             | Principal             | Principal             | Principal             | 42        |           |           |           |
| Secundario            |                         |                       |                       |                       |           |           |           |           |
| Adriana Torrebejano   | Isabel Lobo             | Secundaria            | Secundaria            | Secundaria            | 41        |           |           |           |
| Nicolás Coronado      | Félix                   | Secundario            | Secundario            |                       | 15        |           |           |           |
| Yolanda Ulloa         | Lidia                   | Secundaria            | Secundaria            | Secundaria            | 36        |           |           |           |
| Jordi Rico            | Jean Marie Raymond      | Secundario            | Secundario            | Secundario            | 30        |           |           |           |
| Juan Codina           | Fidel                   | Secundario            |                       |                       | 5         |           |           |           |
| Carla Díaz            | Rosa "Rosita" Lobo      | Secundaria            | Secundaria            | Secundaria            | 42        |           |           |           |
| Mamen Duch            | Herminia                | Secundaria            | Secundaria            | Secundaria            | 40        |           |           |           |
| Manel Sans            | Anselmo                 | Secundario            | Secundario            | Secundario            | 37        |           |           |           |
| Eva Pedraza           | Rosario                 | Secundaria            | Secundaria            |                       | 21        |           |           |           |
| Joel Bosqued          | Sebastián               | Secundario            | Secundario            | Secundario            | 40        |           |           |           |
| Carlos Manuel Díaz    | Alcalde                 | Secundario            | Secundario            |                       | 15        |           |           |           |
| Javier Lago           |                         | Secundario            |                       |                       | 9         |           |           |           |
| Berta Hernández       | Cristina                | Secundaria            | Secundaria            | Secundaria            | 34        |           |           |           |
| Sara Gómez            | Victoria                | Secundaria            |                       |                       | 11        |           |           |           |
| Manuel Sánchez Ramos  | Evaristo                | Secundario            |                       |                       | 9         |           |           |           |
| Javier Villalba       | Miguel Valdés           | Secundario            | Secundario            | Secundario            | 35        |           |           |           |
| Mario Pardo           | Damián Valdés           | Colaboración especial | Colaboración especial |                       | 13        |           |           |           |
| Elisa Matilla         | Lola                    | Colaboración especial | Colaboración especial | Colaboración especial | 41        |           |           |           |
| Álex Angulo           | Doctor Zurita           | Colaboración especial |                       |                       | 1         |           |           |           |
| Alejandro Albarracín  | Álvaro                  |                       | Secundario            | Secundario            | 19        |           |           |           |
| Sandra Blázquez       | Luz                     |                       | Secundaria            | Secundaria            | 16        |           |           |           |
| Carolina Bang         | Inés                    |                       | Secundaria            | Secundaria            | 26        |           |           |           |
| José Sospedra         | Teniente Ruiz           |                       | Secundario            | Secundario            | 26        |           |           |           |
| Manuela Paso          | Aurora                  |                       | Secundaria            | Secundaria            | 4         |           |           |           |
| Sergio Peris-Mencheta | Capitán Ugarte          |                       | Colaboración especial |                       | 8         |           |           |           |
| Álex González         | Don Joaquín Montes      |                       |                       | Secundario            | 8         |           |           |           |
| Raúl Merida           | Hugo Bravo              |                       |                       | Secundario            | 15        |           |           |           |
| Esmeralda Moya        | Victoria Eugenia Montes |                       |                       | Secundaria            | 8         |           |           |           |
| Guillermo Ortega      |                         |                       |                       | Secundario            | 3         |           |           |           |
| Assumpta Serna        | Duquesa de Gózquez      |                       |                       | Colaboración especial | 3         |           |           |           |
| Roberto Álvarez       | Fernando Bravo          |                       | Invitado              | Colaboración especial | 3         |           |           |           |

### Temporada 1

#### Principal
- Álex García como César Bravo
- Junio Valverde como Román Bravo
- Juan Fernández como Don Antonio Lobo

#### Secundario
- María Castro como Elena Valdés
- Silvia Alonso como Almudena Lobo
- Antonio Velázquez como Aníbal Bravo
- Dafne Fernández como Nieves Lobo
- Adriana Torrebejano como Isabel Lobo
- Nicolás Coronado como Félix (Episodio 3 - Episodio 8; Episodio 10 - Episodio 13)
- Yolanda Ulloa como Lidia "La tata"
- Jordi Rico como Jean Marie Raymond
- Juan Codina como Fidel (Episodio 1 - Episodio 5)
- Carla Díaz como Rosa "Rosita" Lobo
- Mamen Duch como Herminia
- Manel Sans como Anselmo (Episodio 1 - Episodio 8; Episodio 13)
- Eva Pedraza como Rosario
- Joel Bosqued como Sebastián
- Carlos Manuel Díaz como Alcalde (Episodio 1 - Episodio 4; Episodio 6; Episodio 8; Episodio 10; Episodio 12 - Episodio 13)
- Javier Lago como ? (Episodio 1 - Episodio 4; Episodio 6; Episodio 8; Episodio 10; Episodio 12 - Episodio 13)
- Berta Hernández como Cristina
- Sara Gómez como Victoria (Episodio 1 - Episodio 8; Episodio 10 - Episodio 12)
- Manuel Sánchez Ramos como Evaristo (Episodio 1 - Episodio 7; Episodio 9; Episodio 11)
- Javier Villalba como Miguel Valdés (Episodio 3; Episodio 5; Episodio 7; Episodio 9; Episodio 11; Episodio 13)

con la colaboración especial de
- Mario Pardo como Damián Valdés (Episodio 1 - Episodio 8; Episodio 10 - Episodio 11; Episodio 13)
- Elisa Matilla como Lola
- Álex Angulo como Doctor Zurita (Episodio 7)

### Temporada 2

#### Principal
- Álex García como César Bravo
- Junio Valverde como Román Bravo
- Juan Fernández como Don Antonio Lobo

#### Secundario
- María Castro como Elena Valdés
- Silvia Alonso como Almudena Lobo
- Antonio Velázquez como Aníbal Bravo
- Dafne Fernández como Nieves Lobo
- Adriana Torrebejano como Isabel Lobo
- Alejandro Albarracín como Álvaro (Episodio 11 - Episodio 13)
- Sandra Blázquez como Luz (Episodio 10 - Episodio 13)
- Nicolás Coronado como Félix (Episodio 1 - Episodio 5)
- Yolanda Ulloa como Lidia "La tata"
- Jordi Rico como Jean Marie Raymond
- Carla Díaz como Rosa "Rosita" Lobo
- Mamen Duch como Herminia
- Manel Sans como Anselmo
- Eva Pedraza como Rosario (Episodio 1 - Episodio 8)
- Joel Bosqued como Sebastián
- Carlos Manuel Díaz como Alcalde (Episodio 1 - Episodio 2; Episodio 4; Episodio 6 - Episodio 7; Episodio 12)
- Carolina Bang como Inés
- Berta Hernández como Cristina
- Javier Villalba como Miguel Valdés
- José Sospedra como Teniente Ruiz
- Manuela Paso como Aurora (Episodio 10 - Episodio 11; Episodio 13)

con la colaboración especial de
- Elisa Matilla como Lola
- Mario Pardo como Damián Valdés (Episodio 1 - Episodio 2)
- Sergio Peris-Mencheta como Capitán Ugarte (Episodio 1 - Episodio 8)

### Temporada 3

#### Principal
- Álex García como César Bravo
- Junio Valverde como Román Bravo
- Juan Fernández como Don Antonio Lobo

#### Secundario
- María Castro como Elena Valdés
- Antonio Velázquez como Aníbal Bravo
- Álex González como Don Joaquín Montes (Episodio 9 - Episodio 16)
- Silvia Alonso como Almudena Lobo (Episodio 2 - Episodio 16)
- Dafne Fernández como Nieves Lobo
- Adriana Torrebejano como Isabel Lobo (Episodio 1 - Episodio 15)
- Alejandro Albarracín como Álvaro
- Sandra Blázquez como Luz (Episodio 1 - Episodio 12)
- Raúl Merida como Hugo Bravo (Episodio 2 - Episodio 16)
- Esmeralda Moya como Victoria Eugenia Montes (Episodio 9 - Episodio 16)
- Yolanda Ulloa como Lidia "La tata" (Episodio 1 - Episodio 5; Episodio 7 - Episodio 10; Episodio 14)
- Jordi Rico como Jean Marie Raymond (Episodio 1 - Episodio 2; Episodio 4 - Episodio 5)
- José Sospedra como Teniente Ruiz (Episodio 1 - Episodio 13)
- Joel Bosqued como Sebastián (Episodio 1 - Episodio 9; Episodio 11; Episodio 13 - Episodio 16)
- Carla Díaz como Rosa "Rosita" Lobo
- Carolina Bang como Inés (Episodio 1 - Episodio 8; Episodio 10 - Episodio 14)
- Berta Hernández como Cristina (Episodio 2; Episodio 4 - Episodio 6; Episodio 8; Episodio 10 - Episodio 12)
- Mamen Duch como Herminia (Episodio 1 - Episodio 10; Episodio 13 - Episodio 16)
- Manel Sans como Anselmo (Episodio 1 - Episodio 9; Episodio 11 - Episodio 16)
- Javier Villalba como Miguel Valdés
- Manuela Paso como Aurora (Episodio 1)
- Guillermo Ortega como Sisebuto (Episodio 6 - Episodio 8)

con la colaboración especial de
- Elisa Matilla como Lola (Episodio 1 - Episodio 12; Episodio 14 - Episodio 16)
- Assumpta Serna como Duquesa de Gózquez (Episodio 1 - Episodio 3)
- Roberto Álvarez como Fernando Bravo (Episodio 1 - Episodio 3)

## Episodios y audiencias
| Temporada | Temporada | Episodios | Estreno                  | Final                   | Audiencia media | Audiencia media | Audiencia media |
| Temporada | Temporada | Episodios | Estreno                  | Final                   | Espectadores    | Cuota           |                 |
| --------- | --------- | --------- | ------------------------ | ----------------------- | --------------- | --------------- | --------------- |
|           | 1         | 13        | 29 de septiembre de 2010 | 28 de diciembre de 2010 | 2 828 000       | 15,9%           |                 |
|           | 2         | 13        | 28 de septiembre de 2011 | 21 de diciembre de 2011 | 2 934 000       | 15,7%           |                 |
|           | 3         | 16        | 17 de septiembre de 2013 | 15 de enero de 2014     | 2 093 000       | 12,2%           |                 |
| Total     | Total     | 42        | 2010                     | 2014                    | 2 618 000       | 14,6%           |                 |

## Premios
En marzo de 2011, Tierra de Lobos fue galardonada en el II Festival de Cine y Televisión Reino de León, dentro de la Sección Oficial de Televisión, en la categoría de Mejor serie de ficción.
En junio del mismo año, la revista Must! Magazine celebró la segunda edición de los Must! Awards y premió a la serie como la Mejor serie de ficción en su entrega.

## Productos derivados

### DVD
La serie cuenta con la primera temporada a la venta en formato DVD y distribuido por Divisa, S.A. Cuenta con dos pack a la venta, uno con calidad de imagen estándar y otro en alta definición; ambos contiene cinco DVD y además los episodios están grabados con sonido Dolby Digital 2.0 y también en formato panorámico. El primer volumen salió a la venta en mayo de 2011, donde se incluyen los 13 primeros capítulos de la serie.

## Sinopsis

### 1.ª temporada
Tras huir de un atraco frustrado en Portugal, los hermanos César Bravo y Román Bravo regresan a la tierra que les vio nacer para esconderse de la justicia y empezar una nueva vida. Sin embargo, sus buenas intenciones se ven obstaculizadas por el señor Lobo, el terrateniente local, un hombre duro y poderoso que maneja a su antojo los designios de la empobrecida gente del pueblo y que ve en los forasteros una amenaza para su oligarquía. Román le cuenta a su hermano que ha encontrado por casualidad los huesos de quien parece su padre en uno de los pozos de la hacienda, pero cuando llegan el esqueleto ha desaparecido. El joven se niega a irse del pueblo hasta descubrir qué le ocurrió a su padre, sin sospechar que Lobo ya tiene sus propios planes para ellos. Mientras tanto, Lobo compromete a su hija Almudena con Félix, un joven médico recién llegado a Tierra de Lobos, mientras sigue haciendo la vida imposible a los hermanos Bravo. Los habitantes del pueblo son emocionados ante la noticia de que el tren va a pasar por Tierra de Lobos, ya que piensan que el ferrocarril va a traer prosperidad y riqueza para todos ellos. El manantial de los hermanos Bravo está listo para entregar su primer pedido cuando la bomba del agua se rompe inesperadamente. Decepción e incredulidad son los sentimientos que embargan a Almudena Lobo tras constatar que César Bravo, del que se estaba enamorando, es un peligroso bandolero. Así, Almudena y César rompen todas las barreras y tienen su primer encuentro íntimo, lo que les anima a planear fugarse juntos del pueblo para casarse en secreto. Félix tras enterarse de que Almudena y César han pasado una noche de pasión, intenta restablecer su honor batiéndose en duelo con el mayor de los Bravo. Fídel, el secuaz más sanguinario de Lobo, regresa al pueblo para acabar de una vez con todas con los hermanos Bravo, y para ello no duda en secuestrar a Jean Marie. En un encuentro fortuito, Evaristo, el vagabundo del pueblo, arroja una inquietante luz sobre la desaparición del padre de los hermanos Bravo. Una mujer que dice estar embarazada de César se interpone en la historia de amor que había surgido entre el forajido y Almudena Lobo y que estaba avanzando. César es encarcelado y torturado y se enfrenta a una condena de muerte por el presunto asesinato de la mujer que decía que estaba embarazada de él. Almudena tras ver que su padre Lobo es capaz de separarla de César y ante la condena a muerte de su amado, la joven accede a casarse con Félix y a olvidar al forajido. Secretos inconfesables al descubierto, giros inesperados en la trama y un cruento desenlace para la boda de Félix y Almudena en el último capítulo de la temporada.

### 2.ª temporada
En su duelo con César, Lobo resulta gravemente herido. El pueblo, por primera vez en muchos años, se siente liberado y comienza a respirar esperanza. En Casa Grande, sin embargo, el ambiente es el contrario: desde que Aníbal se marchó y la hacienda quedó bajo el mandato de Sebastián la familia se está arruinando. Sin embargo, Lobo empieza a recuperarse y pone en marcha su propio plan para recuperar su poder y reflotar su hacienda: exigir a los habitantes de Tierra de Lobos que paguen las deudas contraídas con él a lo largo de los años. Tierra de Lobos queda en manos del Ejército para sofocar la revuelta campesina, mientras que en casa de la familia Lobo, Isabel descubre su verdadera orientación sexual. Después de tanto tiempo resistiendo a la presión de Lobo, César Bravo conseguirá poner contra las cuerdas al temido cacique con el apoyo del capitán Ugarte. El atentado en el cuartel y la muerte de dos soldados serán los detonantes para que el capitán Ugarte, a punto de marcharse del pueblo, decida quedarse en Tierra de lobos. Almudena Lobo se muestra dispuesta a hacer cualquier cosa para librarse del acoso de Félix, y César entrega a Aníbal para que el Ejército libere a su hermano. Las hermanas Lobo consiguen deshacerse del cadáver de Félix y evitar que las sospechas caigan sobre ellas. Mientras, Ugarte da la orden de ejecutar a César y a Aníbal. Tras emplear sin éxito todos los medios a su alcance para encontrar a los fugitivos, Ugarte captura a Almudena y amenaza con hacerle daño si César no sale de su escondite. Sebastián descubre la historia de amor entre Cristina e Isabel, pillándolas haciendo el amor,  y chantajea a la joven a cambio de su silencio. En Tierra de Lobos, los habitantes del pueblo continúan cavando el túnel que les dará la libertad. Elena y Aníbal tendrán un acercamiento que se verá obstaculizado por la intromisión de Nieves. Por su parte, el alcalde descubre que Félix jamás salió del pueblo y la Tata le entrega a Inés la llave de Lobo, gracias a lo cual la joven logra reunir las tres llaves que vino a buscar. Ugarte, furioso por la huida de César y Almudena, ordena arrasar Tierra de Lobos. Pero el teniente Ruiz, harto de su despotismo, decide hacerle frente y se pone del lado del pueblo. La tortuosa y accidentada historia de amor y pasión que Aníbal y Nieves han mantenido en la clandestinidad ve la luz cuando el joven se decide a pedir su mano. La antigua banda de maleantes de la que César formaba parte regresa y le propone el atraco del siglo: robar el inexpugnable Banco de Toledo. Lobo obliga a los hermanos Bravo a meterse en unos ataúdes y lo entierra vivos. Aníbal va a su rescaste y eso le cuesta su matrimonio con Nieves. El Ejército desentierra el cadáver de Félix, y Almudena le cuenta a César la verdad sobre la muerte de su marido. Además, Elena y Aníbal pasan una noche juntos. César y Almudena tratan de abandonar España cruzando el Estrecho de Gibraltar, pero la justicia le pisa los talones en todo camino. Mientras, los padres de Jean Marie llegan al pueblo para celebrar el compromiso de boda de su hijo. Aunque Lola intentará causar una buena impresión a sus futuros suegros, no lo conseguirá, ya que ellos tienen otros planes para él. En Casa Grande, Nieves está furiosa por su ruptura con Aníbal y, con ayuda de Álvaro, trama su venganza: envenenar el pozo de los Bravo. Por su parte, en un intento más por conquistar a Elena, Lobo la nombra nueva administradora de la finca. Nieves recibe la noticia con rabia, sin saber que la nueva posición de poder de Elena será fundamental para ayudar a Isabel.